# Lista över fornlämningar i Gnesta kommun (Torsåker)
Lista över fornlämningar i Gnesta kommun (Torsåker) är en förteckning av ett urval av de fornlämningar som finns i Torsåker i Gnesta kommun.
| Namn                        | Lämningstyp                      | Tillkomsttid | Historisk indelning    | Plats | Läge                 | ID-nr          | Bild                                 |
| --------------------------- | -------------------------------- | ------------ | ---------------------- | ----- | -------------------- | -------------- | ------------------------------------ |
| Torsåker 1:1                | Stensättning                     |              | Torsåker, Södermanland |       | 58.976615, 17.359271 | 10037600010001 | Ladda upp en bild av detta fornminne |
| Torsåker 1:2                | Stensättning                     |              | Torsåker, Södermanland |       | 58.976531, 17.359065 | 10037600010002 | Ladda upp en bild av detta fornminne |
| Torsåker 1:3                | Stensättning                     |              | Torsåker, Södermanland |       | 58.976447, 17.359443 | 10037600010003 | Ladda upp en bild av detta fornminne |
| Torsåker 1:4                | Stensättning                     |              | Torsåker, Södermanland |       | 58.976388, 17.359301 | 10037600010004 | Ladda upp en bild av detta fornminne |
| Torsåker 2:1                | Gravfält                         |              | Torsåker, Södermanland |       | 58.973100, 17.366681 | 10037600020001 | Ladda upp en bild av detta fornminne |
| Torsåker 3:1                | Gravfält                         |              | Torsåker, Södermanland |       | 58.974629, 17.363448 | 10037600030001 | Ladda upp en bild av detta fornminne |
| Torsåker 4:1                | Gravfält                         |              | Torsåker, Södermanland |       | 58.974727, 17.359606 | 10037600040001 | Ladda upp en bild av detta fornminne |
| Torsåker 6:1                | Gravfält                         |              | Torsåker, Södermanland |       | 58.972562, 17.359021 | 10037600060001 | Ladda upp en bild av detta fornminne |
| Torsåker 9:1                | Stensättning                     |              | Torsåker, Södermanland |       | 58.991246, 17.351677 | 10037600090001 | Ladda upp en bild av detta fornminne |
| Torsåker 11:1               | Gravfält                         |              | Torsåker, Södermanland |       | 58.991889, 17.349731 | 10037600110001 | Ladda upp en bild av detta fornminne |
| Torsåker 12:1               | Stensättning                     |              | Torsåker, Södermanland |       | 58.984495, 17.348461 | 10037600120001 | Ladda upp en bild av detta fornminne |
| Torsåker 13:1               | Stensättning                     |              | Torsåker, Södermanland |       | 58.990430, 17.353622 | 10037600130001 | Ladda upp en bild av detta fornminne |
| Torsåker 14:1               | Gravfält                         |              | Torsåker, Södermanland |       | 58.982556, 17.351222 | 10037600140001 | Ladda upp en bild av detta fornminne |
| Torsåker 15:2               | Stensättning                     |              | Torsåker, Södermanland |       | 58.982430, 17.353817 | 10037600150002 | Ladda upp en bild av detta fornminne |
| Torsåker 15:3               | Stensättning                     |              | Torsåker, Södermanland |       | 58.982346, 17.353931 | 10037600150003 | Ladda upp en bild av detta fornminne |
| Torsåker 15:4               | Stensättning                     |              | Torsåker, Södermanland |       | 58.982285, 17.354432 | 10037600150004 | Ladda upp en bild av detta fornminne |
| Torsåker 16:1               | Stensättning                     |              | Torsåker, Södermanland |       | 58.991409, 17.355735 | 10037600160001 | Ladda upp en bild av detta fornminne |
| Torsåker 17:1               | Gravfält                         |              | Torsåker, Södermanland |       | 58.979023, 17.355790 | 10037600170001 | Ladda upp en bild av detta fornminne |
| Torsåker 18:1               | Stensättning                     |              | Torsåker, Södermanland |       | 58.972919, 17.360973 | 10037600180001 | Ladda upp en bild av detta fornminne |
| Torsåker 18:2               | Stensättning                     |              | Torsåker, Södermanland |       | 58.972773, 17.360652 | 10037600180002 | Ladda upp en bild av detta fornminne |
| Torsåker 21:1               | Gravfält                         |              | Torsåker, Södermanland |       | 58.964396, 17.359583 | 10037600210001 | Ladda upp en bild av detta fornminne |
| Torsåker 25:1               | Stensättning                     |              | Torsåker, Södermanland |       | 58.969451, 17.358412 | 10037600250001 | Ladda upp en bild av detta fornminne |
| Torsåker 26:1               | Stensättning                     |              | Torsåker, Södermanland |       | 58.967954, 17.361607 | 10037600260001 | Ladda upp en bild av detta fornminne |
| Torsåker 26:2               | Stensättning                     |              | Torsåker, Södermanland |       | 58.967814, 17.361831 | 10037600260002 | Ladda upp en bild av detta fornminne |
| Torsåker 26:3               | Stensättning                     |              | Torsåker, Södermanland |       | 58.967712, 17.361634 | 10037600260003 | Ladda upp en bild av detta fornminne |
| Torsåker 27:1               | Gravfält                         |              | Torsåker, Södermanland |       | 58.967262, 17.360805 | 10037600270001 | Ladda upp en bild av detta fornminne |
| Torsåker 30:1               | Stensättning                     |              | Torsåker, Södermanland |       | 58.970874, 17.336671 | 10037600300001 | Ladda upp en bild av detta fornminne |
| Torsåker 32:1               | Stensättning                     |              | Torsåker, Södermanland |       | 58.967446, 17.345905 | 10037600320001 | Ladda upp en bild av detta fornminne |
| Torsåker 37:1               | Fornborg                         |              | Torsåker, Södermanland |       | 58.965704, 17.359233 | 10037600370001 | Ladda upp en bild av detta fornminne |
| Torsåker 38:1               | Stensättning                     |              | Torsåker, Södermanland |       | 58.965706, 17.330081 | 10037600380001 | Ladda upp en bild av detta fornminne |
| Torsåker 38:2               | Stensättning                     |              | Torsåker, Södermanland |       | 58.965564, 17.330211 | 10037600380002 | Ladda upp en bild av detta fornminne |
| Torsåker 45:1               | Fornborg                         |              | Torsåker, Södermanland |       | 58.956968, 17.347179 | 10037600450001 | Ladda upp en bild av detta fornminne |
| Torsåker 46:1               | Stensättning                     |              | Torsåker, Södermanland |       | 58.960298, 17.355360 | 10037600460001 | Ladda upp en bild av detta fornminne |
| Torsåker 46:3               | Stensättning                     |              | Torsåker, Södermanland |       | 58.959635, 17.355538 | 10037600460003 | Ladda upp en bild av detta fornminne |
| Torsåker 49:1               | Stensättning                     |              | Torsåker, Södermanland |       | 58.948238, 17.334761 | 10037600490001 | Ladda upp en bild av detta fornminne |
| Torsåker 50:1               | Stensättning                     |              | Torsåker, Södermanland |       | 58.948117, 17.331526 | 10037600500001 | Ladda upp en bild av detta fornminne |
| Torsåker 50:2               | Stensättning                     |              | Torsåker, Södermanland |       | 58.948067, 17.331371 | 10037600500002 | Ladda upp en bild av detta fornminne |
| Torsåker 51:1               | Stensättning                     |              | Torsåker, Södermanland |       | 58.947902, 17.330668 | 10037600510001 | Ladda upp en bild av detta fornminne |
| Torsåker 52:1               | Gravfält                         |              | Torsåker, Södermanland |       | 58.945483, 17.335818 | 10037600520001 | Ladda upp en bild av detta fornminne |
| Torsåker 54:1               | Stensättning                     |              | Torsåker, Södermanland |       | 58.944301, 17.343179 | 10037600540001 | Ladda upp en bild av detta fornminne |
| Torsåker 54:2               | Stensättning                     |              | Torsåker, Södermanland |       | 58.944106, 17.343306 | 10037600540002 | Ladda upp en bild av detta fornminne |
| Torsåker 57:1               | Stensättning                     |              | Torsåker, Södermanland |       | 58.935368, 17.345542 | 10037600570001 | Ladda upp en bild av detta fornminne |
| Torsåker 58:1               | Stensättning                     |              | Torsåker, Södermanland |       | 58.932066, 17.342556 | 10037600580001 | Ladda upp en bild av detta fornminne |
| Torsåker 59:1               | Gravfält                         |              | Torsåker, Södermanland |       | 58.928690, 17.336708 | 10037600590001 | Ladda upp en bild av detta fornminne |
| Torsåker 61:1               | Stensättning                     |              | Torsåker, Södermanland |       | 58.931870, 17.330402 | 10037600610001 | Ladda upp en bild av detta fornminne |
| Bågelbacken (Torsåker 62:1) | Gravfält                         |              | Torsåker, Södermanland |       | 58.931269, 17.344507 | 10037600620001 | Ladda upp en bild av detta fornminne |
| Torsåker 63:1               | Stensättning                     |              | Torsåker, Södermanland |       | 58.930103, 17.344586 | 10037600630001 | Ladda upp en bild av detta fornminne |
| Torsåker 64:1               | Stensättning                     |              | Torsåker, Södermanland |       | 58.931331, 17.352564 | 10037600640001 | Ladda upp en bild av detta fornminne |
| Torsåker 65:2               | Stensättning                     |              | Torsåker, Södermanland |       | 58.934108, 17.353502 | 10037600650002 | Ladda upp en bild av detta fornminne |
| Torsåker 65:3               | Stensättning                     |              | Torsåker, Södermanland |       | 58.933694, 17.353135 | 10037600650003 | Ladda upp en bild av detta fornminne |
| Torsåker 67:1               | Stensättning                     |              | Torsåker, Södermanland |       | 58.937567, 17.355442 | 10037600670001 | Ladda upp en bild av detta fornminne |
| Torsåker 68:1               | Stensättning                     |              | Torsåker, Södermanland |       | 58.938030, 17.355819 | 10037600680001 | Ladda upp en bild av detta fornminne |
| Torsåker 68:2               | Stensättning                     |              | Torsåker, Södermanland |       | 58.937982, 17.355677 | 10037600680002 | Ladda upp en bild av detta fornminne |
| Torsåker 69:1               | Stensättning                     |              | Torsåker, Södermanland |       | 58.938740, 17.356191 | 10037600690001 | Ladda upp en bild av detta fornminne |
| Torsåker 72:1               | Stensättning                     |              | Torsåker, Södermanland |       | 58.939268, 17.357427 | 10037600720001 | Ladda upp en bild av detta fornminne |
| Torsåker 72:2               | Stensättning                     |              | Torsåker, Södermanland |       | 58.939350, 17.356670 | 10037600720002 | Ladda upp en bild av detta fornminne |
| Torsåker 74:1               | Gravfält                         |              | Torsåker, Södermanland |       | 58.940508, 17.357920 | 10037600740001 | Ladda upp en bild av detta fornminne |
| Torsåker 75:1               | Gravfält                         |              | Torsåker, Södermanland |       | 58.942020, 17.355124 | 10037600750001 | Ladda upp en bild av detta fornminne |
| Torsåker 79:1               | Gravfält                         |              | Torsåker, Södermanland |       | 58.946769, 17.357988 | 10037600790001 | Ladda upp en bild av detta fornminne |
| Torsåker 80:1               | Gravfält                         |              | Torsåker, Södermanland |       | 58.947122, 17.356761 | 10037600800001 | Ladda upp en bild av detta fornminne |
| Torsåker 81:1               | Stensättning                     |              | Torsåker, Södermanland |       | 58.932529, 17.343678 | 10037600810001 | Ladda upp en bild av detta fornminne |
| Torsåker 81:2               | Stensättning                     |              | Torsåker, Södermanland |       | 58.932738, 17.343227 | 10037600810002 | Ladda upp en bild av detta fornminne |
| Torsåker 82:1               | Stensättning                     |              | Torsåker, Södermanland |       | 58.929351, 17.344796 | 10037600820001 | Ladda upp en bild av detta fornminne |
| Torsåker 86:1               | Begravningsplats                 |              | Torsåker, Södermanland |       | 58.949841, 17.392479 | 10037600860001 | Ladda upp en bild av detta fornminne |
| Torsåker 89:1               | Gravfält                         |              | Torsåker, Södermanland |       | 58.926401, 17.339865 | 10037600890001 | Ladda upp en bild av detta fornminne |
| Torsåker 91:1               | Stensättning                     |              | Torsåker, Södermanland |       | 58.922805, 17.331092 | 10037600910001 | Ladda upp en bild av detta fornminne |
| Torsåker 96:1               | Stensättning                     |              | Torsåker, Södermanland |       | 58.938862, 17.305350 | 10037600960001 | Ladda upp en bild av detta fornminne |
| Torsåker 98:1               | Gravfält                         |              | Torsåker, Södermanland |       | 58.944704, 17.315872 | 10037600980001 | Ladda upp en bild av detta fornminne |
| Torsåker 100:1              | Stensättning                     |              | Torsåker, Södermanland |       | 58.944196, 17.314740 | 10037601000001 | Ladda upp en bild av detta fornminne |
| Torsåker 101:1              | Stensättning                     |              | Torsåker, Södermanland |       | 58.943729, 17.313588 | 10037601010001 | Ladda upp en bild av detta fornminne |
| Torsåker 101:2              | Stensättning                     |              | Torsåker, Södermanland |       | 58.943590, 17.313575 | 10037601010002 | Ladda upp en bild av detta fornminne |
| Torsåker 102:1              | Stensättning                     |              | Torsåker, Södermanland |       | 58.943264, 17.311685 | 10037601020001 | Ladda upp en bild av detta fornminne |
| Torsåker 102:2              | Stensättning                     |              | Torsåker, Södermanland |       | 58.943078, 17.311737 | 10037601020002 | Ladda upp en bild av detta fornminne |
| Torsåker 102:3              | Stensättning                     |              | Torsåker, Södermanland |       | 58.943212, 17.312352 | 10037601020003 | Ladda upp en bild av detta fornminne |
| Torsåker 102:4              | Stensättning                     |              | Torsåker, Södermanland |       | 58.943090, 17.312674 | 10037601020004 | Ladda upp en bild av detta fornminne |
| Torsåker 103:1              | Stensättning                     |              | Torsåker, Södermanland |       | 58.942976, 17.310152 | 10037601030001 | Ladda upp en bild av detta fornminne |
| Torsåker 103:2              | Stensättning                     |              | Torsåker, Södermanland |       | 58.943257, 17.310626 | 10037601030002 | Ladda upp en bild av detta fornminne |
| Torsåker 104:1              | Stensättning                     |              | Torsåker, Södermanland |       | 58.943945, 17.310336 | 10037601040001 | Ladda upp en bild av detta fornminne |
| Torsåker 105:1              | Stensättning                     |              | Torsåker, Södermanland |       | 58.945226, 17.317137 | 10037601050001 | Ladda upp en bild av detta fornminne |
| Torsåker 105:2              | Stensättning                     |              | Torsåker, Södermanland |       | 58.945279, 17.317356 | 10037601050002 | Ladda upp en bild av detta fornminne |
| Torsåker 108:1              | Husgrund, förhistorisk/medeltida |              | Torsåker, Södermanland |       | 58.942504, 17.311248 | 10037601080001 | Ladda upp en bild av detta fornminne |
| Torsåker 108:2              | Husgrund, förhistorisk/medeltida |              | Torsåker, Södermanland |       | 58.942694, 17.311226 | 10037601080002 | Ladda upp en bild av detta fornminne |
| Torsåker 109:1              | Stensättning                     |              | Torsåker, Södermanland |       | 58.926954, 17.339772 | 10037601090001 | Ladda upp en bild av detta fornminne |
| Torsåker 109:2              | Stensättning                     |              | Torsåker, Södermanland |       | 58.926992, 17.339484 | 10037601090002 | Ladda upp en bild av detta fornminne |
| Torsåker 109:3              | Stensättning                     |              | Torsåker, Södermanland |       | 58.927215, 17.340083 | 10037601090003 | Ladda upp en bild av detta fornminne |
| Torsåker 112:1              | Stensättning                     |              | Torsåker, Södermanland |       | 58.977627, 17.364255 | 10037601120001 | Ladda upp en bild av detta fornminne |
| Torsåker 115:1              | Stensättning                     |              | Torsåker, Södermanland |       | 58.978981, 17.354617 | 10037601150001 | Ladda upp en bild av detta fornminne |
| Torsåker 121:1              | Stensättning                     |              | Torsåker, Södermanland |       | 58.969414, 17.382712 | 10037601210001 | Ladda upp en bild av detta fornminne |
| Torsåker 121:2              | Stensättning                     |              | Torsåker, Södermanland |       | 58.969562, 17.382577 | 10037601210002 | Ladda upp en bild av detta fornminne |
| Torsåker 122:1              | Stensättning                     |              | Torsåker, Södermanland |       | 58.968708, 17.383503 | 10037601220001 | Ladda upp en bild av detta fornminne |
| Torsåker 122:2              | Stensättning                     |              | Torsåker, Södermanland |       | 58.968780, 17.383606 | 10037601220002 | Ladda upp en bild av detta fornminne |
| Torsåker 124:1              | Stensättning                     |              | Torsåker, Södermanland |       | 58.971684, 17.370560 | 10037601240001 | Ladda upp en bild av detta fornminne |
| Torsåker 127:1              | Stensättning                     |              | Torsåker, Södermanland |       | 58.961858, 17.358341 | 10037601270001 | Ladda upp en bild av detta fornminne |
| Torsåker 127:2              | Stensättning                     |              | Torsåker, Södermanland |       | 58.961978, 17.358342 | 10037601270002 | Ladda upp en bild av detta fornminne |
| Torsåker 128:1              | Hällristning                     |              | Torsåker, Södermanland |       | 58.969101, 17.364377 | 10037601280001 | Ladda upp en bild av detta fornminne |
| Torsåker 129:1              | Hällristning                     |              | Torsåker, Södermanland |       | 58.967329, 17.364194 | 10037601290001 | Ladda upp en bild av detta fornminne |
| Torsåker 130:1              | Stensättning                     |              | Torsåker, Södermanland |       | 58.963571, 17.374844 | 10037601300001 | Ladda upp en bild av detta fornminne |
| Torsåker 133:1              | Stensättning                     |              | Torsåker, Södermanland |       | 58.965266, 17.339979 | 10037601330001 | Ladda upp en bild av detta fornminne |
| Torsåker 135:1              | Fornborg                         |              | Torsåker, Södermanland |       | 58.962607, 17.332706 | 10037601350001 | Ladda upp en bild av detta fornminne |
| Torsåker 137:1              | Stensättning                     |              | Torsåker, Södermanland |       | 58.955139, 17.358497 | 10037601370001 | Ladda upp en bild av detta fornminne |
| Torsåker 138:1              | Fornborg                         |              | Torsåker, Södermanland |       | 58.960385, 17.318368 | 10037601380001 | Ladda upp en bild av detta fornminne |
| Torsåker 143:1              | Stensättning                     |              | Torsåker, Södermanland |       | 58.931093, 17.330023 | 10037601430001 | Ladda upp en bild av detta fornminne |
| Torsåker 143:3              | Stensättning                     |              | Torsåker, Södermanland |       | 58.931204, 17.329596 | 10037601430003 | Ladda upp en bild av detta fornminne |
| Torsåker 143:4              | Stensättning                     |              | Torsåker, Södermanland |       | 58.931180, 17.328968 | 10037601430004 | Ladda upp en bild av detta fornminne |
| Torsåker 144:1              | Stensättning                     |              | Torsåker, Södermanland |       | 58.933632, 17.327301 | 10037601440001 | Ladda upp en bild av detta fornminne |
| Torsåker 145:1              | Stensättning                     |              | Torsåker, Södermanland |       | 58.934742, 17.329737 | 10037601450001 | Ladda upp en bild av detta fornminne |
| Torsåker 146:1              | Stensättning                     |              | Torsåker, Södermanland |       | 58.933002, 17.344200 | 10037601460001 | Ladda upp en bild av detta fornminne |
| Torsåker 147:1              | Stensättning                     |              | Torsåker, Södermanland |       | 58.933550, 17.344132 | 10037601470001 | Ladda upp en bild av detta fornminne |
| Torsåker 148:1              | Stensättning                     |              | Torsåker, Södermanland |       | 58.927887, 17.338849 | 10037601480001 | Ladda upp en bild av detta fornminne |
| Torsåker 149:1              | Stensättning                     |              | Torsåker, Södermanland |       | 58.924496, 17.331946 | 10037601490001 | Ladda upp en bild av detta fornminne |
| Torsåker 150:1              | Stensättning                     |              | Torsåker, Södermanland |       | 58.920553, 17.330681 | 10037601500001 | Ladda upp en bild av detta fornminne |
| Torsåker 152:1              | Stensättning                     |              | Torsåker, Södermanland |       | 58.931574, 17.317763 | 10037601520001 | Ladda upp en bild av detta fornminne |
| Torsåker 158:1              | Stensättning                     |              | Torsåker, Södermanland |       | 58.946715, 17.340103 | 10037601580001 | Ladda upp en bild av detta fornminne |
| Torsåker 158:2              | Stensättning                     |              | Torsåker, Södermanland |       | 58.946819, 17.340124 | 10037601580002 | Ladda upp en bild av detta fornminne |
| Torsåker 158:3              | Stensättning                     |              | Torsåker, Södermanland |       | 58.946873, 17.340136 | 10037601580003 | Ladda upp en bild av detta fornminne |
| Torsåker 160:1              | Stensättning                     |              | Torsåker, Södermanland |       | 58.949151, 17.333611 | 10037601600001 | Ladda upp en bild av detta fornminne |
| Torsåker 161:1              | Stensättning                     |              | Torsåker, Södermanland |       | 58.939801, 17.315587 | 10037601610001 | Ladda upp en bild av detta fornminne |
| Torsåker 161:2              | Stensättning                     |              | Torsåker, Södermanland |       | 58.939926, 17.315705 | 10037601610002 | Ladda upp en bild av detta fornminne |
| Torsåker 162:1              | Stensättning                     |              | Torsåker, Södermanland |       | 58.940172, 17.326332 | 10037601620001 | Ladda upp en bild av detta fornminne |
| Torsåker 164:1              | Fornborg                         |              | Torsåker, Södermanland |       | 58.949649, 17.310494 | 10037601640001 | Ladda upp en bild av detta fornminne |
| Torsåker 165:1              | Stensättning                     |              | Torsåker, Södermanland |       | 58.943760, 17.303309 | 10037601650001 | Ladda upp en bild av detta fornminne |
| Torsåker 170:1              | Stensättning                     |              | Torsåker, Södermanland |       | 58.961460, 17.360257 | 10037601700001 | Ladda upp en bild av detta fornminne |
| Västerljung 50:1            | Fornborg                         |              | Torsåker, Södermanland |       | 58.946993, 17.397196 | 10038700500001 | Ladda upp en bild av detta fornminne |
| Västerljung 158:1           | Stensättning                     |              | Torsåker, Södermanland |       | 58.938656, 17.388617 | 10038701580001 | Ladda upp en bild av detta fornminne |